# Elecciones parlamentarias de Timor Oriental de 2018
Las elecciones parlamentarias de Timor Oriental de 2018 tuvieron lugar el 12 de mayo del mencionado año con el objetivo de renovar los 65 escaños del Parlamento Nacional, que ejercería sus funciones por el período 2018-2023. Las elecciones fueron convocadas menos de un año después de los anteriores comicios, luego de que el presidente Francisco Guterres disolviera el Parlamento el 26 de enero de 2018, ante la incapacidad del gobierno en minoría de Mari Alkatiri de ver aprobado su presupuesto y plan de gobierno por un legislativo de mayoría opositora. Se trató de los quintos comicios parlamentarios en la historia de Timor Oriental, y los cuartos desde la independencia del país asiático en 2002.
Estos comicios se caracterizaron por la generalización de las alianzas electorales. La disolución del Parlamento por parte de Guterres (del gobernante Frente Revolucionario de Timor Oriental Independiente) se realizó en el marco de la organización de los tres partidos de la oposición (el Congreso Nacional para la Reconstrucción de Timor, el Partido de Liberación Popular y el partido KHUNTO) en la «Alianza para la Mayoría Parlamentaria», que buscó construir un gobierno alternativo al de Alkatiri, integrado por el Fretilin y el Partido Democrático. De cara a las elecciones, la AMP decidió competir unida en las elecciones y se constituyó como Alianza para el Cambio y el Progreso, conservando las siglas AMP. Muchos partidos más pequeños que habían fracasado en obtener escaños el año anterior decidieron imitar este ejemplo y, en consecuencia, el número de fuerzas políticas en contienda se redujo de veintiuno a ocho, la mitad de las cuales eran coaliciones integradas por tres o más partidos.
El resultado fue una amplia victoria para la AMP, que obtuvo el 49,58% de los votos válidamente emitidos y 34 de los 65 escaños, la primera mayoría absoluta para una sola fuerza política desde 2001. El Fretilin logró polarizar la elección y creció casi cinco puntos respecto al año anterior con un 34,16% de los votos, manteniendo intacta su representación de 23 escaños. El PD se ubicó en el tercer puesto con un 8,07% y sufrió un fuerte revés, obteniendo solo 5 escaños (lo que se mantiene hasta la fecha como el desempeño electoral más débil de su historia). En cuarto lugar, el Frente de Desarrollo Democrático, coalición compuesta por cuatro partidos que no habían cruzado el umbral del 4% para acceder al Parlamento en las anteriores elecciones, obtuvo el 5,49% de los votos y logró acceder a 3 escaños. Los demás partidos reunieron el 2,7% de las preferencias, lo que implicó el porcentaje más bajo obtenido por los partidos que no ingresaron al Parlamento en la historia del país. La participación electoral trepó a 80,98%, la más alta desde 2001.
Constatada su victoria, la AMP formó gobierno con el expresidente Taur Matan Ruak (líder del PLP) asumiendo como primer ministro el 22 de junio de 2018. Sin embargo, la coalición no sobrevivió y se rompió en mayo de 2020 debido a conflictos internos. El PLP retuvo el gobierno y formó un nuevo gabinete en coalición con el Fretilin, KHUNTO y el PD, pasando el CNRT a la oposición hasta las siguientes elecciones.

## Antecedentes

### Elecciones parlamentarias de 2017
Antes de las elecciones parlamentarias de 2017 y tras el retiro de Xanana Gusmão, gobernaba el Fretilin (liderado por Mari Alkatiri) en el marco de una gran coalición con el CNRT (de Gusmão), el Partido Democrático y el Frenti-Mudança, con Rui Maria de Araújo como primer ministro y sin oposición parlamentaria. Esto motivó conflictos entre el ejecutivo y el presidente Taur Matan Ruak, que decidió no presentarse a la reelección en 2017 para fundar un partido, el Partido de Liberación Popular y competir electoralmente. Apoyado tanto por su partido como por el CNRT, el Fretilin logró ganar las elecciones presidenciales por primera vez con Francisco Guterres como candidato. El PLP buscó constituirse como una alternativa al Fretilin y el CNRT, los partidos mayoritarios, y centró su discurso de campaña en cuestionar los sucesivos gobiernos de ambos partidos, así como su coalición. En las elecciones todos los partidos principales sufrieron pérdidas en escaños y no hubo resultado concluyente, el Fretilin obtuvo 23 escaños contra 22 del CNRT, el PD logró 7 escaños y el Frenti-Mudança perdió su representación parlamentaria. El PLP se convirtió en tercera fuerza con 8 escaños y el partido nacionalista KHUNTO, vinculado a grupos de artes marciales locales y con un discurso abocado a la juventud desempleada, logró ingresar al Parlamento por primera vez.
El resultado motivó una parálisis política debido a que ningún escenario de coalición se consideró viable. Gusmão anunció que el CNRT no revalidaría una gran coalición con el Fretilin ante los malos resultados obtenidos. El PLP declaró que ejercería una política de «oposición constructiva» con el gabinete resultante y que no formaría parte del gobierno. Alkatiri buscó negociar una coalición entre el Fretilin, el PD y KHUNTO. Si bien estuvo muy cerca de materializarse, KHUNTO se retiró a último momento, lo que provocó que se formara un gobierno en minoría de los otros dos partidos (que en conjunto sumaban 30 de los 65 escaños), con Alkatiri como primer ministro. El gabinete de Alkatiri fue juramentado el 15 de septiembre.
Sin embargo, la debilidad legislativa del nuevo gobierno se hizo evidente menos de un mes después de formado el gobierno, cuando el nuevo gabinete fracasó en lograr que el Parlamento Nacional aprobara su presupuesto para el año 2018. A pesar de las repetidas promesas de no obstaculizar al gobierno, tanto el PLP como KHUNTO se acercaron al CNRT para reorganizar a la oposición al Fretilin. El 6 de octubre, los tres partidos constituyeron un bloque unitario, la «Alianza para la Mayoría Parlamentaria» o AMP, cuyo propósito era contrapesar al gobierno, y enviaron una carta al presidente Guterres proponiendo la posibilidad de formar un gobierno alternativo en caso de que Alkatiri no lograra que el Parlamento aprobara el presupuesto, lo que finalmente ocurrió el 19 de octubre. A pesar de la disposición de la AMP a configurar una mayoría alternativa, Guterres se negó a nombrar primer ministro a Taur Matan Ruak, su líder parlamentario, y continuó favoreciendo la continuidad del gabinete minoritario de Alkatiri, que ahora debía presentar una nueva propuesta presupuestaria. Durante todo el proceso, Guterres fue criticado por reconocer un gobierno en minoría en lugar de "buscar una solución que hubiera permitido un gobierno mayoritario". El Fretilin no logró crear un consenso entre los partidos para poder implementar el programa y el presupuesto estatal.

### Convocatoria electoral
Tras el fracaso presupuestario de Alkatiri, se dieron una serie de conversaciones entre el presidente Guterres y los líderes de los partidos. El Fretilin y el PD recomendaron al presidente que disolviera el Parlamento y convocara a elecciones anticipadas. Mientras tanto, la AMP solicitó a Guterres que le diera a su liderazgo el mandato para formar un gobierno alternativo, pero su solicitud no fue escuchada. El 26 de enero y respondiendo a los deseos del gabiente de Alkatiri, Guterres anunció la disolución del Parlamento Nacional y la convocatoria a elecciones anticipadas, tan solo seis meses después de las anteriores y menos de cinco de iniciado el mandato parlamentario, en lo que fue el primer adelanto electoral en la historia timorense. Aunque la convocatoria se realizó aplicando una prerrogativa constitucional de la presidencia, Guterres fue denunciado por la oposición por ignorar la existencia de una mayoría alternativa al gobierno de Alkatiri, acusando al presidente y al primer ministro de «terquedad» y «arrogancia», y de abusar de sus prerrogativas constitucionales para permanecer en el poder.

### Disputa fronteriza con Australia
Entre la disolución del Parlamento y las nuevas elecciones, se produjo la resolución a un conflicto territorial de larga data entre Timor Oriental y Australia por el control del estrecho de Timor, que separa la isla del continente australiano. El conflicto había sido tratado exclusivamente entre Australia e Indonesia en 1972 debido a la negativa del gobierno portugués (que entonces administraba Timor Oriental), a participar. El 7 de marzo de 2018, Australia y Timor Oriental anunciaron la firma de un tratado sobre la frontera y la explotación del campo de gas Greater Sunrise. La frontera acordada seguiría la línea media entre los dos países. Xanana Gusmão había ejercido como principal negociador y representante de Timor Oriental durante el proceso de elaboración de los tratados antes de las elecciones, lo que le granjeó en gran medida el crédito por el triunfo diplomático y fortaleció a la oposición de cara a las elecciones. Un día antes del anuncio, Gusmão retornó a Dili y fue recibido en el aeropuerto por una multitud eufórica.

## Sistema electoral
Los 65 miembros del Parlamento Nacional fueron elegidos mediante representación porporcional por listas cerradas en un único distrito nacional. Los partidos debían tener una mujer en al menos uno de cada tres puestos de su lista. Los escaños se asignaron utilizando el método d'Hondt con un umbral electoral 4% y con el último escaño, en el caso de varios números máximos iguales, otorgado al partido con la menor cantidad de votos. Para superar el umbral los partidos podrían formar alianzas electorales. Como en elecciones anteriores, una vez que los votantes habían votado, se les marcaba en el dedo con una tinta violeta no lavable para evitar la doble votación. Las 4.000 botellas de tinta se compraron a través del Programa de las Naciones Unidas para el Desarrollo (PNUD) a un costo de 110.000 dólares. A esto se sumaron los costos de transporte.
El 7 de febrero de 2018, el presidente Guterres fijó la fecha de las elecciones para el 12 de mayo. El 3 de abril se determinó el orden de los partidos y alianzas en las papeletas de votación. Como en las elecciones anteriores de 2017, los timorenses que residían en el extranjero pudieron votar en los consulados habilitados. Los colegios electorales estaban ubicados en Lisboa, Oporto, Darwin, Sidney, Melbourne, Londres, Oxford, Dungannon y Seúl.

## Candidaturas y partidos

### Formación de alianzas

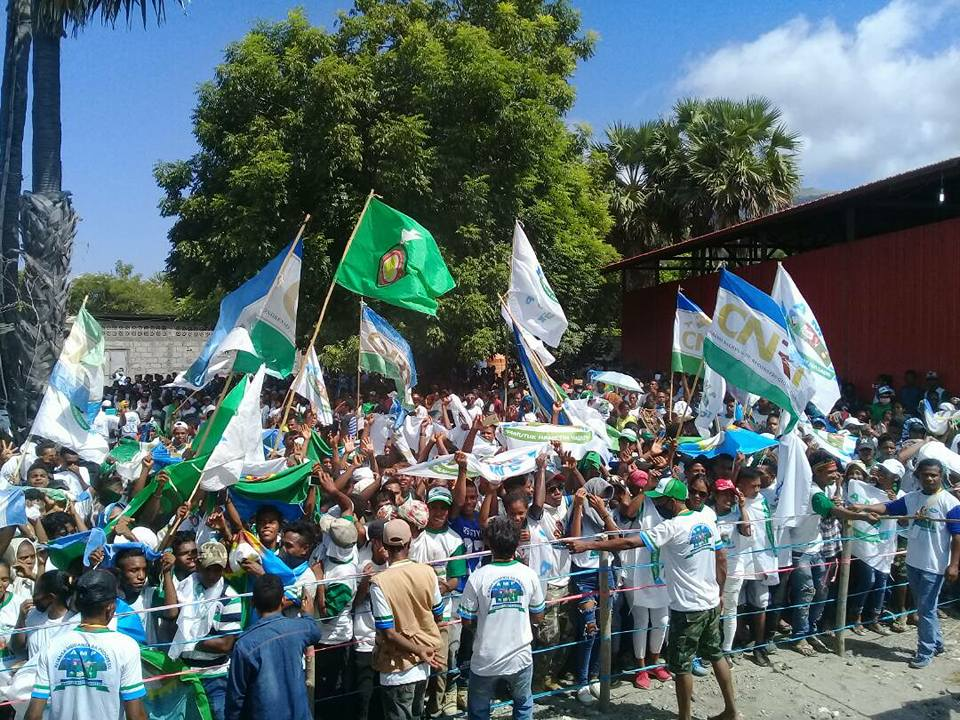
Concentración de campaña de la Alianza para el Cambio y el Progreso en Atauro.

El 26 de enero, la AMP y el Foro Nacional de la Democracia (FDN), una coalición de varios partidos pequeños sin representación parlamentaria, concluyeron un acuerdo para unir las fuerzas de los doce partidos en las elecciones anticipadas. El 1 de febrero de 2018, los tres partidos de la AMP decidieron oficialmente trabajar juntos también en la campaña electoral, estableciéndose como Alianza para el Cambio y el Progreso (reteniendo las siglas en portugués AMP). En una declaración de intenciones, se acordó participar en la elección con una lista conjunta y formar un gobierno de coalición después de la elección. Otras fuerzas, como el FDN, también serían libres de unirse a la AMP. El Fretilin y PD también acordaron cooperar en la campaña electoral, pero la posibilidad de una lista conjunta fue descartada por Alkatiri. Con el Frente de Desarrollo Democrático (FDD), el Partido Unido para el Desarrollo y la Democracia (PUDD), el Frenti-Mudançá (FM), la Unión Democrática Timorense (UDT) y el Partido del Desarrollo Nacional (PDN) fundaron otra coalición el 11 de diciembre de 2017.
En marzo de 2018, el FDN se disolvió. Partes de él convergieron en dos coaliciones: el Movimiento Social Demócrata (MSD) y el Movimiento de Desarrollo Nacional (MDN). Finalmente, la Comisión Nacional de Elecciones anunció que permitiría que un total de cuatro coaliciones se presentaran a las elecciones: AMP, MSD, MDN y FDD. Si los partidos recibieran el mismo número de votos en las nuevas elecciones que en 2017, la AMP obtendría 33 escaños y, por lo tanto, una mayoría absoluta. Fretilin obtendría 21 escaños, el PD seis y el FDD, cuyos miembros no estaban previamente representados en el parlamento, un total de cinco escaños. Las otras coaliciones estarían por debajo del umbral del 4% incluso combinando todos los votos de sus partes.
Además de las cuatro coaliciones, cuatro partidos se presentaron en solitario a las elecciones: el Fretilin y PD, los dos partidos gobernantes previamente representados en el parlamento, así como el Partido Republicano (PR) y el Partido de la Esperanza de la Patria (PEP). La lista de candidatos que participarán en las elecciones debía publicarse y ser confirmada por el Tribunal Supremo de Justicia de Timor Oriental el 1 de abril. Las apelaciones contra la decisión podrían presentarse hasta el 4 de abril. A finales de marzo, se informó que la Asociación de Héroes Timorenses (KOTA), que no se presentó en 2017, y la Asociación Social Demócrata Timorense (ASDT), que no se permitió presentarse en ese momento, se habían registrado. Sin embargo, los dos partidos ya no aparecían en las listas publicadas el 3 de abril.
Los partidos que permanecieron en el FDN, el Partido de la República Democrática de Timor Oriental (PDRT), el Partido Democrático del Milenio (PMD), ambos anteriormente en la coalición Bloque de Unidad Popular, y el Partido Popular de Desarrollo (PDP), llamaron públicamente a votar por la AMP. El Partido Demócrata Timorense (PTD), que se presentó en 2017, no participó en las elecciones de 2018. El Partido del Pueblo de Timor (PPT), el Partido de la Unidad Nacional (PUN), el Partido Nacional Republicano de Timor Oriental (PARENTIL), el Partido Laborista Timorense (PTT), el Partido Liberal (PDL) y el Partido Nacionalista Timorense (PNT) no participaron en 2017 y tampoco en 2018 pese a contar con registro legal.

### Listas presentadas
| N.º | Partido | Partido                                                          | Escaños (2017) |
| --- | ------- | ---------------------------------------------------------------- | -------------- |
| 1   |         | Partido de la Esperanza de la Patria (PEE)                       |                |
| 2   |         | Partido Democrático (PD)                                         | 7/65           |
| 3   |         | Partido Republicano (PR)                                         |                |
| 4   |         | Frente Revolucionario de Timor Oriental Independiente (Fretilin) | 23/65          |
| 5   |         | Movimiento Social Demócrata (CASDT-PSD-PST-PDC)                  |                |
| 6   |         | Movimiento por el Desarrollo Nacional (APMT-PLPA-MLPM-UNDERTIM)  |                |
| 7   |         | Frente de Desarrollo Democrático (PUDD-UDT-Frenti-Mudança-PDN)   |                |
| 8   |         | Alianza para el Cambio y el Progreso (CNRT-PLP-KHUNTO)           | 35/65          |

## Campaña

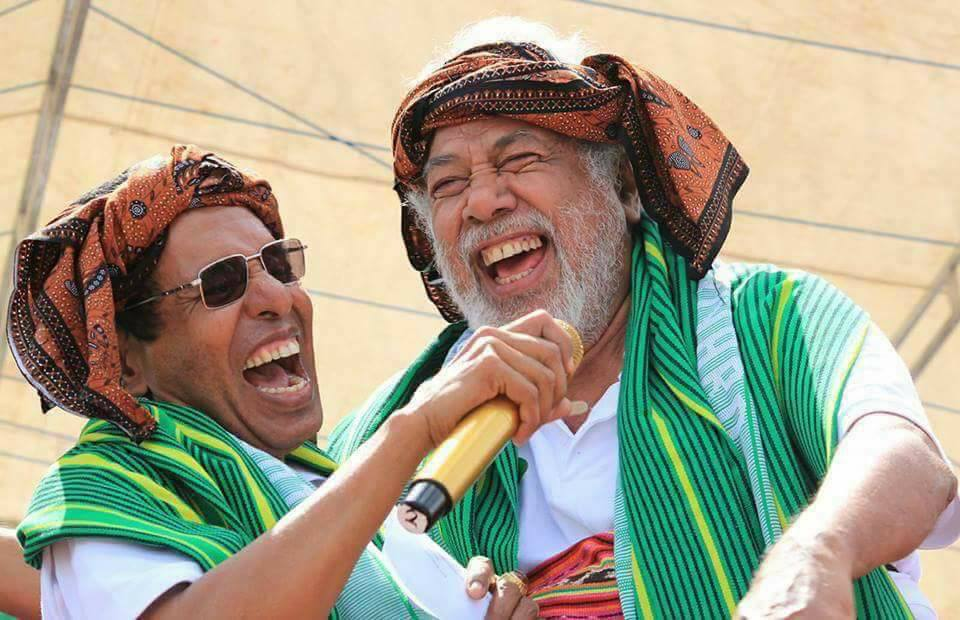
Taur Matan Ruak (PLP) y Xanana Gusmão (CNRT) durante un acto de campaña de la AMP.

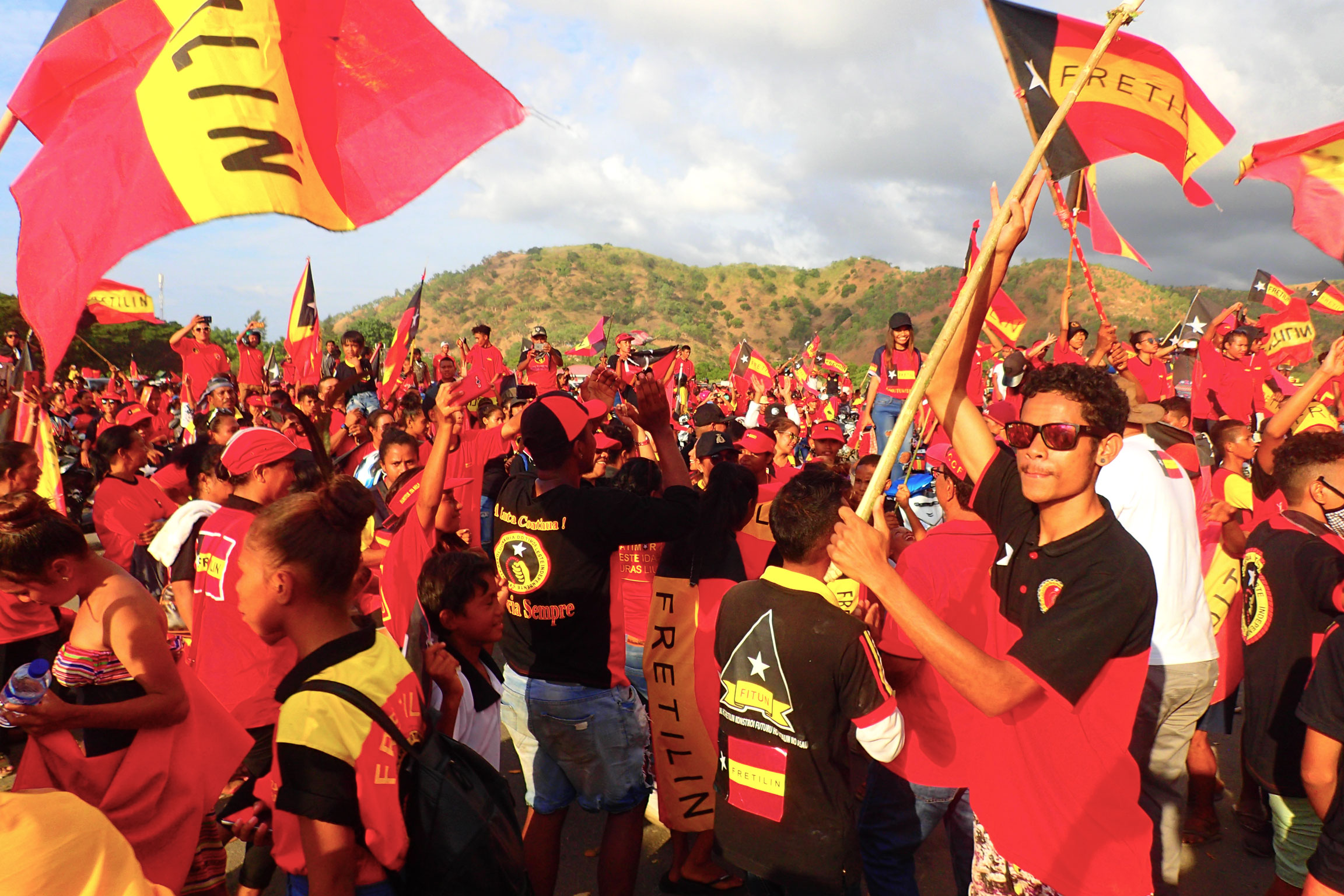
Evento de campaña del Fretilin en Tasitolu.

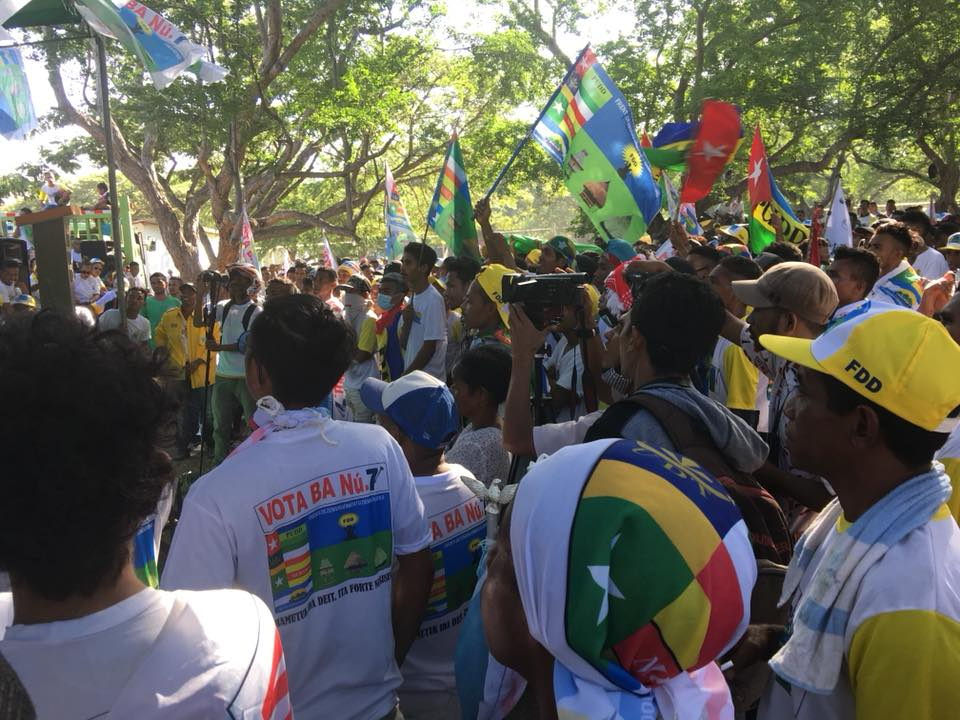
Partidarios del FDD en Tasitolu.

El 9 de abril, los partidos y alianzas participantes firmaron un «Pacto de Unidad Nacional», comprometiéndose a celebrar elecciones pacíficas. La fase crítica de la campaña electoral comenzó oficialmente el 10 de abril y finalizó el 9 de mayo. Después de eso, no se permitió la celebración de más actos de campaña. A pesar de los acuerdos, el ambiente durante la campaña fue en general muy tenso. La importancia cada vez mayor de las redes sociales (como Facebook) sobre los medios tradicionales siguió aumentando en comparación con elecciones anteriores, pero esto generó problemas. Se difundieron fake news, así como insultos, difamaciones y amenazas contra políticos y líderes tradicionales. En vísperas de la campaña electoral oficial, la policía detuvo a varias personas acusadas de insultar a políticos. Sin embargo, el derecho penal de Timor Oriental no prevé consecuencias por difamación, por lo que los detenidos fueron puestos en libertad. El tono en las redes sociales no cambió. También se criticó que incluso los periodistas difundieran noticias falsas a través de las redes sociales, provocando así un clima de desconfianza generalizada.
El 5 de mayo, dos vehículos que transportaban a dieciocho partidarios del CNRT fueron atacados en Viqueque, hiriendo a varios de los viajeros. Mari Alkatiri pidió disculpas por el ataque en nombre del Fretilin, pero la ONG Fundasaun Mahein criticó la falta de medidas para prevenir este tipo de ataques. Además, la competencia entre los partidos había estado dominada por un lenguaje violento. En Laga, según informes de AMP, también hubo ataques a sus seguidores. Por otro lado, hubo algunas declaraciones antimusulmanas dirigidas contra Alkatiri, de origen hadramita.
Fue muy común que los partidos utilizaran a figuras de la lucha por la independencia como testaferros de sus campañas. La AMP hizo especial referencia al hecho de que sus líderes Xanana Gusmão y Taur Matan Ruak procedían de la resistencia armada del país, mientras que los líderes del bloque vinculado al Fretilin, Alkatiri y José Ramos-Horta, pasaron el período de ocupación indonesia en el frente diplomático en el extranjero. El PD hizo campaña con la iamgen de su fallecido fundador Fernando Lasama de Araújo, que lideró el movimiento independentista estudiantil en Indonesia (RENETIL), y el MSD con Mário Viegas Carrascalão y Francisco Xavier do Amaral, también fallecidos.
El 10 de mayo, el presidente de la Comisión Nacional de Elecciones, Alcino Baris, acusó a la AMP de difundir sospechas infundadas contra los órganos electorales oficiales en las redes sociales. Dos publicaciones en la cuenta de Facebook de la AMP advirtieron que Alkatiri estaba «preparando mecanismos para afrontar las elecciones anticipadas» con el CNE y la Secretaría Técnica de Administración Electoral (STAE). La publicación afirmaba que se imprimieron papeletas adicionales «para que el Fretilin ganara», que intentaron comprar votos con «dinero y arroz» y que los funcionarios electorales también fueron manipulados. Según Baris, no existían pruebas de ello. Fidelis Leite Magalhães, vicepresidente de la AMP, afirmó que las advertencias tenían ciertos fundamentos y pretendían evitar abusos y «errores deliberados» en la administración del proceso electoral. Los primeros informes de observadores electorales nacionales e internacionales evaluaron las elecciones como libres, justas y transparentes. Además de Australia y la Unión Europea, los observadores electorales incluyeron al Instituto Republicano Internacional, el Grupo Iberoamericano de Observadores Electorales (GIOE) con representantes de Brasil, Chile, México, Portugal y Venezuela y la Iglesia Católica.

## Resultados

### Nivel general
Los colegios electorales cerraron a las 15:00 horas. La participación electoral fue del 80,98%, un 5% más que en las elecciones anteriores. 326.272 de los votos emitidos fueron de hombres, 308.844 de mujeres. La Alianza para el Cambio y el Progreso obtuvo una holgada victoria con el 49,58% de los votos válidamente emitidos y una mayoría absoluta con 34 de los 65 escaños, apenas perdiendo un escaño respecto a lo que habían obtenido los tres partidos opositores separados en 2017. Se trató del mejor resultado para una sola fuerza política desde las elecciones constituyentes de 2001 (en las que el Fretilin había logrado una mayoría absoluta), así como la primera vez desde esa instancia en la que un solo bloque parlamentario se aseguraba más de la mitad de los escaños. En Dili, la capital, la AMP obtuvo un aplastante triunfo con el 55,31% de los votos. Su mejor resultado fue en Manatuto con un 61,69% de las preferencias, mientras que su desempeño más débil se dio en el bastión del Fretilin en Viqueque. Su segundo mejor resultado fue en el exclave de Oecusse-Ambeno, con un 58,86% y que el Fretilin había ganado en 2017.
Por su parte, el Fretilin sufrió un duro revés al estancarse en su cantidad de escaños de 2017 y verse relegado a la oposición ante la mayoría de la AMP. No obstante, en realidad experimentó un considerable crecimiento en términos de voto popular y, con un 34,16% de los votos válidos obtuvo su segundo mejor resultado histórico, así como la primera vez desde 2001 que obtenía más de un tercio de los votos. Del mismo modo, consolidó su hegemonía en los tres distritos orientales del país (Baucau, Lautem y Viqueque) al derrotar en ellos a una oposición unida. También logró imponerse entre la mayoría de los votantes en el exterior. Su mejor resultado fue en Viqueque, con un 62,44% de los sufragios, mientras que su desempeño más débil fue en Ainaro con un 17,85%. Sin embargo, su mayor revés de la jornada fue la derrota en Oecusse-Ambeno, un distrito tradicionalmente hostil que había ganado en 2017. Fue el único lugar donde evidenció una pérdida neta de votos, sufriendo una caída de un 10% respecto al resultado obtenido diez meses atrás. El líder local del Fretilin, Arsénio Bano, asumió la responsabilidad por la derrota.
|  | 49.58 % |

|  | 34.16 % |

|  | 8.07 % |

|  | 5.49 % |

|  | 0.81 % |

|  | 0.72 % |

|  | 0.66 % |

|  | 0.51 % |

|  | 98.33 % |

|  | 1.67 % |

|  | 100.00 % |

|  | 80.98 % |

### Resultados por municipalidad
| Aileu          | 15.933  | 59,63% | 6.975   | 26,10% | 1.118  | 4,18%  | 1.862  | 6,97%  | 222   | 0,83% | 386   | 1,44% | 133   | 0,50% | 92    | 0,34% |
| Ainaro         | 19.026  | 57,18% | 5.939   | 17,85% | 3.255  | 9,78%  | 3.540  | 10,64% | 386   | 1,16% | 703   | 2,11% | 265   | 0,80% | 160   | 0,48% |
| Baucau         | 27.027  | 39,37% | 35.612  | 51,88% | 2.532  | 3,69%  | 2.031  | 2,96%  | 406   | 0,59% | 216   | 0,31% | 432   | 0,63% | 393   | 0,57% |
| Bobonaro       | 26.900  | 50,88% | 14.185  | 26,83% | 7.797  | 14,75% | 2.414  | 4,57%  | 528   | 1,00% | 308   | 0,58% | 470   | 0,89% | 264   | 0,50% |
| Cova Lima      | 17.536  | 49,42% | 8.896   | 25,07% | 6.332  | 17,85% | 1.890  | 5,33%  | 271   | 0,76% | 202   | 0,57% | 252   | 0,71% | 104   | 0,29% |
| Dili           | 71.763  | 55,31% | 45.206  | 34,84% | 5.881  | 4,53%  | 4.847  | 3,74%  | 600   | 0,46% | 546   | 0,42% | 405   | 0,31% | 496   | 0,38% |
| Ermera         | 34.686  | 54,21% | 14.988  | 23,43% | 6.843  | 10,70% | 4.725  | 7,39%  | 777   | 1,21% | 1.000 | 1,56% | 583   | 0,91% | 379   | 0,59% |
| Lautem         | 12.344  | 35,92% | 15.394  | 44,79% | 5.057  | 14,71% | 946    | 2,75%  | 187   | 0,54% | 86    | 0,25% | 207   | 0,60% | 146   | 0,42% |
| Liquiçá        | 17.663  | 47,46% | 10.834  | 29,11% | 3.935  | 10,57% | 3.320  | 8,92%  | 381   | 1,02% | 346   | 0.93% | 390   | 1,05% | 350   | 0,94% |
| Manatuto       | 16.299  | 61,69% | 5.737   | 21,71% | 1.718  | 6,50%  | 1.767  | 6,69%  | 369   | 1,40% | 125   | 0,47% | 155   | 0,59% | 251   | 0,95% |
| Manufahi       | 14.899  | 50,69% | 8.900   | 30,28% | 2.084  | 6,92%  | 2.800  | 9,53%  | 314   | 1,07% | 150   | 0,51% | 173   | 0,59% | 124   | 0,42% |
| Oecusse-Ambeno | 22.455  | 58,86% | 10.831  | 28,39% | 2.065  | 5,41%  | 2.022  | 5,30%  | 340   | 0,89% | 153   | 0,40% | 178   | 0,47% | 103   | 0,27% |
| Viqueque       | 11.450  | 26,17% | 27.322  | 62,44% | 1.655  | 3,78%  | 2.023  | 4,62%  | 269   | 0,61% | 265   | 0,61% | 466   | 1,06% | 306   | 0,70% |
| Australia      | 314     | 37,20% | 441     | 52,25% | 25     | 2,96%  | 36     | 4,27%  | 4     | 0,47% | 3     | 0,36% | 14    | 1,66% | 7     | 0,83% |
| Corea del Sur  | 199     | 54,18% | 116     | 31,96% | 25     | 6,89%  | 23     | 6,34%  | 0     | 0,00% | 0     | 0,00% | 0     | 0,00% | 0     | 0,00% |
| Portugal       | 140     | 27,18% | 289     | 56,12% | 38     | 7,38%  | 33     | 6,41%  | 4     | 0,78% | 1     | 0,19% | 1     | 0,19% | 9     | 1,75% |
| Reino Unido    | 1.029   | 37,00% | 1.659   | 59,65% | 60     | 2,16%  | 22     | 0,79%  | 2     | 0,07% | 4     | 0,14% | 1     | 0,04% | 4     | 0,14% |
| Total          | 309.663 | 49,58% | 213.324 | 34,16% | 50.370 | 8,07%  | 34.301 | 5,49%  | 5.060 | 0,81% | 4.494 | 0,72% | 4.125 | 0,66% | 3.188 | 0,51% |
| Fuente: CNE    |         |        |         |        |        |        |        |        |       |       |       |       |       |       |       |       |

## Consecuencias
La dirección del PD declaró el 15 de mayo que aceptaría el resultado electoral y buscaría una oposición constructiva al gobierno de la AMP. Xanana Gusmão declaró en una conferencia de prensa el mismo día que la AMP aceptó que se verificaran los resultados electorales y contrarrestó sospechas de falsificación por parte del Fretilin. Alkatiri expresó sus sospechas de que se habían producido irregularidades, en particular en relación con el resultado de Oecusse-Ambeno, que quería comprobar. Gusmão también habló de "pequeños errores", diciendo que en Dili hubo diferencias en el número de votos entre el recuento de votos y el resultado publicado por la STAE. El CNE publicó el resultado final provisional el 17 de mayo.
El 19 de mayo, Alkatiri anunció que el Fretilin estaba recopilando pruebas de «delitos electorales penales» para presentarlas al Tribunal de Recurso, donde se apelaban los resultados de las elecciones. Dijo que tenía varias pruebas de Oecusse-Ambeno donde se habían visto «coches con extraños». Sin embargo, afirmó que aceptarían cualquier decisión del tribunal. Las acusaciones incluían compra de votos, uso de documentos falsos, falta de papeletas en un centro de votación y quejas sobre el recuento de votos. El 22 de mayo, el presidente del tribunal, Deolindo dos Santos, solicitó más documentos al CNE. Como faltaban para dictar sentencia, el plazo de 72 horas para dictar sentencia aún no había expirado. El 23 de mayo, el tribunal rechazó la denuncia del Fretilin por considerarla «completamente infundada», y anunció oficialmente el resultado oficial final el 28 de mayo, tal como estaba previsto en el calendario electoral en el Jornal da República. Desde entonces, Fretilin había anunciado su intención de ser una fuerte oposición al gobierno de la AMP.
El 1 de junio, la AMP nominó a Taur Matan Ruak como su candidato a primer ministro. El nuevo Parlamento se reunió por primera vez el 13 de junio. Taur Matan Ruak prestó juramento como Primer Ministro el 22 de junio.